# Roy Hughes, Baron Islwyn
Royston John Hughes, Baron Islwyn DL (* 9. Juni 1925 in Pontllanfraith; † 19. Dezember 2003) war ein britischer Politiker der Labour Party aus Wales und Organisator von Gewerkschaften. Er war von 1966 bis 1983 Abgeordneter für die Wahlkreise Newport und Newport East von 1983 bis zu seinem Eintritt in den Ruhestand bei der Unterhauswahl 1997. Im Anschluss wurde er Life Peer.

## Frühes Leben
Hughes wurde in der Monmouthshire-Stadt Pontllanfraith geboren, die nördlich seines späteren Wahlkreises Newport lag, und arbeitete als Bergarbeiter von 1940 bis 1943. Er schloss die Grammar School in Pontllanfraith ab. Im Anschluss trat er in die British Army ein und diente beim 2. Battalion des Welch Regiment.
Nach der Demobilisierung 1946 wurde Hughes Mitglied der Labour Party und zog nach Coventry, wo er als Manager für die Standard Motor Company tätig war, erlangte einen Abschluss des Ruskin College der University of Oxford und war von 1957 bis 1966 Administrator für Standard Motor. Er wurde dann Gewerkschaftsvorsitzender und war von 1959 bis 1966 Offizier der TGWU. Hughes war Councillor des Coventry City Council und Sekretär der Coventry Labour Party ab 1962.

## Parlamentarische Karriere
Bei der Unterhauswahl 1966 wurde er ins Unterhaus gewählt, als Abgeordneter des Wahlkreises Newport. Dabei ersetzte er den früheren Innenminister Sir Frank Soskice und gewann eine große Mehrheit der Stimmen. In seiner Antrittsrede lobte er die damalige Regierung für Unterstützungsmaßnahmen für Pensionäre.
Später wurde er bekannt für seine pro-unionistischen Ansichten sowie seine Unterstützung für die Rechte des palästinensischen Volkes. Er behauptete, dass er den Morning Star lesen müsste, um ein gerechtes Bild der Industrie zu bekommen. Er war 1991 Sponsor eines Gesetzentwurfs zum Schutz von Dachsen und war Ehrenmitglied mehrerer Football- und Cricketteams.
1994 war er einer von sechs Labour-Abgeordneten, die gegen eine Reduzierung im Alter zum einvernehmlichen Kontakt von Homosexuellen, selbst zu 18 stimmten. Zu dieser Zeit lag das entsprechende Alter bei 21.
Am 25. Oktober 1997 wurde Hughes zum Life Peer als Baron Islwyn, of Casnewydd in the County of Gwent ernannt.

## Familie
Hughes heiratete 1957 Marion Appleyard. Sie hatten drei Töchter.